# George Ord
George Ord, född 4 mars 1781, död 24 januari 1866 var en amerikansk naturvetare, ornitolog och författare.
Ord föddes i Philadelphia som son till en repslagare och Ord fortsatte i firman även efter faderns död 1806. 1829 avslutade han verksamheten för att ägna sig åt forskning.
1815 blev han invald som medlem i Academy of Natural Sciences i Philadelphia, och två år senare blev han medlem i American Philosophical Society. I båda kom han att inneha viktiga ställningar. Ord var den som tog emot och vetenskapligt beskrev flera specimen som skickades tillbaka från Lewis och Clarks expedition, som grizzlybjörn, svartsvansad präriehund och gaffelantilop.
Ord var vän med Alexander Wilson och följde med honom på flera av hans resor. Efter Wilsons död avslutade han den åttonde och nionde volymen av Wilsons American Ornithology. Han publicerade en biografi över Wilson 1828, en över naturvetaren Thomas Say 1834 och en över Charles Alexandre Lesueur 1849. Han hjälpte också till med utvidgningen av Samuel Johnsons ordbok och vid första upplagan av Noah Websters ordlista. Han var fientligt inställd till John James Audubon, vars teckningar han ogillade och han ansåg att Audubon försökte tillskansa sig Wilsons position. Ord är begravd i Philadelphia inte långt från Wilson på Gloria Dei (Old Swedes') church.